# مفطورة ثاقبة
مفطورة ثاقبة أو مفطورة والجة (بالإنجليزية: Mycoplasma penetrans)‏ هي نوع من البكتيريا، سلبية الغرام، تتبع المفطورة.